# Магакян, Петрос Амбросиосов
Петрос Амбросиосов Магакян  (арм. Պետրոս Ամբրոսիոսի Մաղաքյան; 4 сентября 1826 — 27 марта 1891, Стамбул, Османская империя) — армянский актёр, режиссёр, театральный деятель.

## Биография
Магакян вышел на сцену в 1856 году в составе новообразованной театральной труппе Срапиона Экимяна в Константинополе. На протяжении всей своей деятельности в Стамбульском Восточном театре (1861—1876) работал режиссёром и актёром. Он работал сапожником на момент открытия Восточного театра, но он всегда мечтал играть в театре . Он присутствовал на всех репетициях театра и даже участвовал в них. После закрытия театра он начал вместе с сапожниками ставить представления и играть в спектаклях. В частности, в опере «Риголетто» (или Король забавляется) роль шута Трибула была сыграна им очень естественно. Вот некоторые из его самых ярких  и характерных ролей:
- Заключенный — «Два пятидесятника» Рота.
- Скапен — «Деяния Скапена» Мольера (фр. Les Fourberies de Scapin)

Он обладал чувством комедии, но при этом прекрасно понимал и ставил драмы. В острых мелодраматических ситуациях игра Магакяна была впечатляющей и убедительной (Трибуле, «Король забавляется» Виктора Гюго (Le roi s'amuse)). Одна из лучших ролей Магакяна — роль Такобера (Э. Сью «Странствующий еврей» ).
С 1869 года Магакян возглавлял «Восточный театр», объединив вокруг себя Петроса Адамяна, Азнив Грачья, Давида Трянца, М. Мнакяна, Мари Нвард, Сирануйш, Астхик и других. Особую теплоту он проявлял к актрисе Азнив Грачья. Об этом написала сама актриса в своей автобиографии .
Магакян боролся за сохранение армянского театра в Стамбуле.
После большого пожара случившегося 5 июня 1870 года в стамбульском районе Пера (ныне Бейоглу) , он активно помогал пострадавшим. Пожар уничтожил театр Магакяна. После пожара Магакян работал режиссером в группе Вардовяна. В это время он продолжал собирать новые театральные коллективы и организовывать спектакли .
Петрос Магакян скончался 27 марта 1891 года. После смерти его семья оказалась в острой нужде. Сестра и мать оставались до этого на попечении сына. Мать начала работать в табачной фабрике .